# Encyclopaedia Metallum
Die Encyclopaedia Metallum: The Metal Archives (allgemein auch nur als Metal Archiv oder nur MA bekannt) ist eine Website, die eine Datenbank zu verschiedenen Formen der Metal-Musik enthält. Inhalte sind vorwiegend Informationen über Bands und Tonträger, aber auch Zehntausende von Rezensionen. Die Seite wurde im Juli 2002 von zwei Kanadiern gestartet, die nur unter ihren Pseudonymen Morrigan und Hellblazer bekannt sind. Ziel der Betreiber ist es, eine vollständige Datenbank aller Metal-Bands anzubieten, die je existiert haben.

## Technische Entwicklung
Die Initiatoren boten Metal-Bands ursprünglich an, für sie HTML-Websites zu schreiben. Damit stießen sie schnell an ihre Kapazitätsgrenze und es entstand die Idee, das System auf eine Datenbank umzustellen, zu der eine Vielzahl an Benutzern Informationen beisteuern kann. Diese Website ging im Juli 2002 als Encyclopaedia Metallum online, im April 2011 erfolgte die Umstellung auf ein neues Design.

## Benutzerstruktur
Die Mitarbeit an der Website erfolgt unentgeltlich. Derzeit (Stand 2022) gibt es einige wenige Administratoren, rund 40 Moderatoren und über 1,1 Millionen registrierte Benutzer. Registrierte Benutzer lassen ihre Informationen über die drei Kanäle Bands, Reviews und Fehlermeldungen einfließen. Diese werden von den Moderatoren auf ihre Kompatibilität mit der Datenbankstruktur und den Grundregeln der Website geprüft und dann übernommen, eine Kontrolle auf inhaltliche Richtigkeit findet grundsätzlich nicht statt. Bekanntheitsgrad oder Verkaufszahlen sind dabei von untergeordneter Bedeutung. Angestrebt sind möglichst umfassende Informationen zu jeder Band, wozu Diskographie, Logo, Bilder, Liedtexte, Besetzung, allgemeine Informationen und Rezensionen gehören. Monatlich kommen so zwischen 500 und 600 neue Bandeinträge hinzu. Neben diesen drei Kanälen existiert ein frei zugängliches Webforum.
Registrierte Benutzer erhalten für ihre Beiträge Punkte, nach denen sie in verschiedene Gruppen eingeteilt werden. Diese tragen Namen wie „Mallcore Kid“ für neu registrierte Mitglieder ohne Beiträge oder „Metalhead“ für erfahrene Benutzer. Die Einteilung in diese Benutzergruppen wird für die Website und das Forum getrennt vorgenommen.

## Finanzierung
Die Encyclopaedia Metallum bezeichnet sich als unabhängig und enthielt anfänglich keine Werbung. Mangelnde Unterstützung führte seit Mitte 2005 mehrmals zu Performance-Problemen, die im November 2008 behoben wurden. Seit November 2007 befinden sich auf den Seiten zu den einzelnen Bandeinträgen Hyperlinks zu verschiedenen Online-Händlern, Affiliate-Marketing-Partner sind unter anderen Amazon und eBay. Die Betreiber erhalten eine Provision, wenn ein Besucher der Website über den dort angebrachten Hyperlink zu einem der Onlineshops navigiert und dort etwas bestellt, diese Einnahmen genügen nach Angaben der Betreiber zur Finanzierung von Technik und Server. Daneben besteht die Möglichkeit, den Betreibern der Website direkt Geld zu spenden.

## Inhalte
Die sehr selektive und subjektiv begründete Auswahl der Bands die für die Datenbank zugelassen werden, sorgte in der Geschichte der Website immer wieder für Kontroversen in der Szene.
Der Inhalt der Seite unterliegt strikten Regeln, welche Bands aufgenommen werden und welche nicht. Aufgenommen werden nur Bands, die für die Administratoren als „Metal“ gelten, Stilrichtungen wie Nu Metal oder Industrial Metal werden weitestgehend ausgeschlossen. Im Zweifel entscheiden die Betreiber über die Aufnahme. Kriterium ist laut Hellblazer, dass „eine Band […] ein ganzes Album mit metaltypischen und nicht rocktypischen oder hardcoretypischen Riffs“ veröffentlicht hat, ob die Musik den Betreibern gefällt oder nicht, spiele dagegen keine Rolle. Aufgenommen wird eine Band, wenn sie eine eigene Veröffentlichung vorzuweisen hat. Dazu zählen auch Demo-Tapes und Singles, seit 2013 werden unter bestimmten Voraussetzungen auch digitale Veröffentlichungen akzeptiert.
Die Datenbank führt auch Einträge zu NSBM-Bands. Dies sei der Tatsache geschuldet, dass die Encyclopaedia Metallum sich als eine rein musikalische Datenbank versteht und daher auch Bands aus diesem Lager einen Eintrag erhalten, wenn sie Metal spielen.
Gelegentlich werden auch Bands, die eindeutig nicht dem Metal zuzuordnen sind, aber nach Meinung der Administratoren eine besondere Verbindung zur Metal-Szene aufweisen, aufgenommen. Mittlerweile dürfen solche Bands aber von normalen Benutzern nicht mehr vorgeschlagen werden.

## Rezeption
Die Website wird regelmäßig von Musikmagazinen wie Terrorizer und Decibel als Informationsquelle referenziert. Auch populärwissenschaftliche Literatur stützt sich auf Recherchen in der Encyclopaedia Metallum. Die Zeitschrift Rock Hard bezeichnete die Website als „ultimative Datenbank“ und „gigantische[s] Projekt“.